# Chromacris psittacus
Chromacris psittacus är en insektsart som först beskrevs av Gerstaecker 1873.  Chromacris psittacus ingår i släktet Chromacris och familjen Romaleidae.

## Underarter
Arten delas in i följande underarter:
- C. p. pacificus
- C. p. psittacus